# حجرین (شهر)
حجرین به عربی ( اَلحَجرَین ) نام شهری از توابع استان حضرموت در کشور یمن در شبه جزیره عربستان است.
شهر حجرین در قلهٔ کوه (جبل حجرین) واقع شده است. این شهر یکی از مشهورترین بازارهای بخور است.